# JC Distribuição
A JC Distribuição é uma empresa de distribuição atacadista brasileira. Fundada em 1964 na cidade de Ceres, no interior de Goiás. Está entre às maiores distribuidoras atacadistas do Brasil. A empresa iniciou sua atividade apenas no estado de Goiás.
A JC Distribuição faz parte do grupo JC. A empresa reúne 6 unidades em todo o país. Juntas, possuem 200 mil m² de área de estocagem 300 caminhões e 15 carretas.